# باره (نووی پازار)
باره (به صربی: Bare) یک منطقهٔ مسکونی در صربستان است که در نووی پازار واقع شده‌است.